# Trigonulina ornata
Trigonulina ornata är en musselart som först beskrevs av d'Orbigny 1842.  Trigonulina ornata ingår i släktet Trigonulina och familjen Verticordiidae. Inga underarter finns listade i Catalogue of Life.